# 司馬虔
司马虔（3世纪—301年），河内郡温县孝敬里（今河南省焦作市温县）人，西晋宗室，晋宣帝司马懿之孙，赵王司马伦第三子。
300年四月，赵王司马伦自任持节都督、都督中外诸军事，相国、侍中，模仿当年晋宣帝、晋文帝辅佐曹魏时所为。让他的第三子司马虔为黄门郎，封为汝阴王。八月，司马伦升任司馬虔为中军将军、领右卫将军。
司马虔为侍中，在门下省，密要壮士，约以富贵。晋惠帝派伏胤手拿白虎幡，为司马伦和淮南王司马允解斗。原来伏胤和司马虔是很要好，司马虔要求伏胤帮他父亲司马伦，于是伏胤杀了司马允。301年正月初十，司马伦称帝，司马虔担任侍中、大将军领军，封为广平王，以顾荣为长史。司马伦四个儿子：司馬荂浅薄鄙陋，司馬馥、司馬虔暗很强戾，司马诩愚嚚轻訬。孙秀想要派司马馥、司马虔领兵助诸军作战，司马馥、司马虔不肯。司马虔亲近刘舆，孙秀让刘舆劝说司马虔，司马虔然后率兵八千为三军后援。司马虔没有交战，先逃到庾仓。后来弃军率领数十人逃到汶阳里。
司马伦兵败，四月十三日，晋惠帝派遣尚书袁敞持符节赐司马伦死，拘捕他的儿子司馬荂、司马馥、司马虔、司马诩，付廷尉狱，全部处死。司马馥临死对司马虔说：“因为你破家！”